# Pomezia

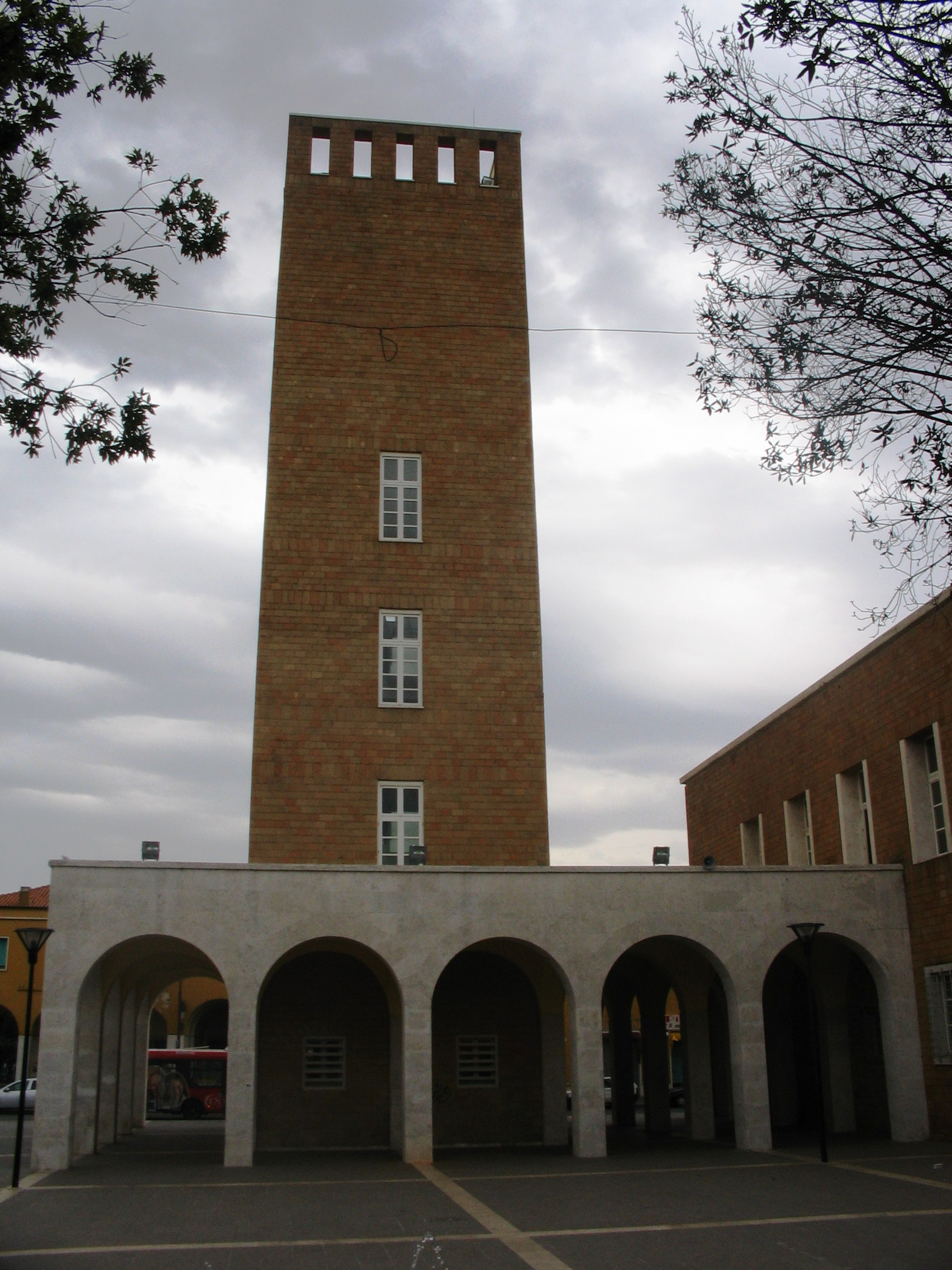
Wieża miejska

Pomezia – miejscowość i gmina we Włoszech, w regionie Lacjum, w prowincji Rzym.
Według danych na rok 2004 gminę zamieszkiwało 42 031 osób, 392,8 os./km².

## Miasta partnerskie
- Singen (Hohentwiel), Niemcy
- Çanakkale, Turcja
- Itápolis, Brazylia